# Kateřina Sobieská
Kateřina Sobieská (polsky Katarzyna Sobieska, primo voto Zasławská, secundo voto Radziwiłłová, 7. ledna 1634, Zoločiv – 29. září 1694, Varšava) byla polská šlechtična z rodu Sobieských erbu Janina, a sestra polského krále Jana III. Sobieského. Zastávala některé vysoké státní úřady, např. úřad vicekancléře, polní hejtmanky Litvy, starostky Człuchova v letech 1680–1688. 

## Život

Rodový erb Janina Kateřiny Sobieské

V roce 1650 se provdala za Vladislava Dominika Zasławského a po jeho smrti, podruhé 13. června 1658 za Michala Kazimíra Radziwiłła. Byla matkou Karla Stanislava Radziwiłła, který se později stal státním kancléřem Velkolitevského knížectví, a Jiřího Josefa.
Poté, co byl její bratr zvolen králem, sídlila převážně na královském hradě ve Varšavě a konec života strávila v klášteře bosých karmelitánek.  Vynakládala nemalé částky na výstavbu kostelů a nepřála si projevy vděčnosti v podobě epitafů. 
Zemřela ve Varšavě 29. září 1694. Její tělo bylo pohřbeno v Ňasviži a její srdce v karmelitánském kostele.